# Jenno Campagne
Jenno Fergino Campagne (* 3. Januar 2003) ist ein niederländisch-surinamischer Fußballspieler, der zuletzt bei Jong Ajax in der Eerste Divisie spielte. Seit 2022 ist er vereinslos.

## Karriere
Campagne begann seine fußballerische Laufbahn bei der VVA Spartaan, ehe er 2011 in die Jugendakademie von Ajax Amsterdam wechselte. Dort spielte er in der Saison 2018/19 das erste Mal für die B-Junioren (U17). 2019/20 war er dort bereits Stammkraft und schoss auch schon seine ersten Tore. 2020/21 sammelte er dann die ersten Erfahrungen bei den A-Junioren und der U18 des Vereins. Nachdem er den ersten Teil der Saison 2021/22 fast komplett ausgefallen war, debütierte er am 23. Januar 2022 (23. Spieltag) bei einer 0:1-Niederlage gegen den SC Telstar nach Einwechslung im Profibereich für die Jong Ajax.